# Thập niên 2030
Thập niên 2030 hay thập kỷ 2030 chỉ đến những năm từ 2030 đến 2039, kể cả hai năm đó. Không chính thức, nó cũng có thể bao gồm vài năm vào cuối thập niên 2020 hay vào đầu thập niên 2040. Đây là thập kỷ thứ tư của thế kỷ 21.